# Segontium
Segontium (w języku starowalijskim: Cair Seiont) – rzymska twierdza na północnym wybrzeżu obecnej Walii, w mieście Caernarfon w Gwynedd. Był najdłużej utrzymywanym fortem rzymskim w Brytanii.

## Historia
Fort został wybudowany na wzgórzu nad Menai Strait w 77 lub 78 roku przez Juliusza Agrykolę, po tym jak podbił on ziemie plemienia Ordovices. W forcie skoszarowane były oddziały auxilia. Planowo prawdopodobnie miał go obsadzać Cohors Equitata Quingenaria – 500-osobowy oddział piechoty i kawalerii. Według innych teorii miał być obsadzony nawet przez 1000 żołnierzy piechoty.
Rzymska droga łączyła Segontium z fortem Deva Victrix w dzisiejszym Chester.
W połowie II wieku w forcie wybudowano dom zarządcy wraz z pokaźną łaźnią. Liczebność garnizony w tym samym czasie (około 120 roku) prawdopodobnie zmniejszono. Na początku III wieku obsadę fortu stanowiła pierwsza kohorta Sunici, w liczbie 500 żołnierzy. Pod koniec III i w IV wieku liczebność garnizonu znów się zmniejszyła. W tym okresie służył on głównie obronie przed atakami piratów z Irlandii.
Znalezione w forcie monety świadczą o stałej obecności wojsk rzymskich aż do 394 roku.
W okresie średniowiecznym fort był wymieniony w Historia Brittonum, prawdopodobnie autorstwa Nenniusza, jako Caer-Segeint. Wedle tradycji miał być on stolicą Królestwa Gwynedd.

## Nazwa
Nazwa fortu pochodzi najprawdopodobniej od rzeki Seiont, choć inne teorie wywodzą ją od plemienia Segontiaci, spokrewnionego z Ordovices.